# Strzępkoząb długokolcowy

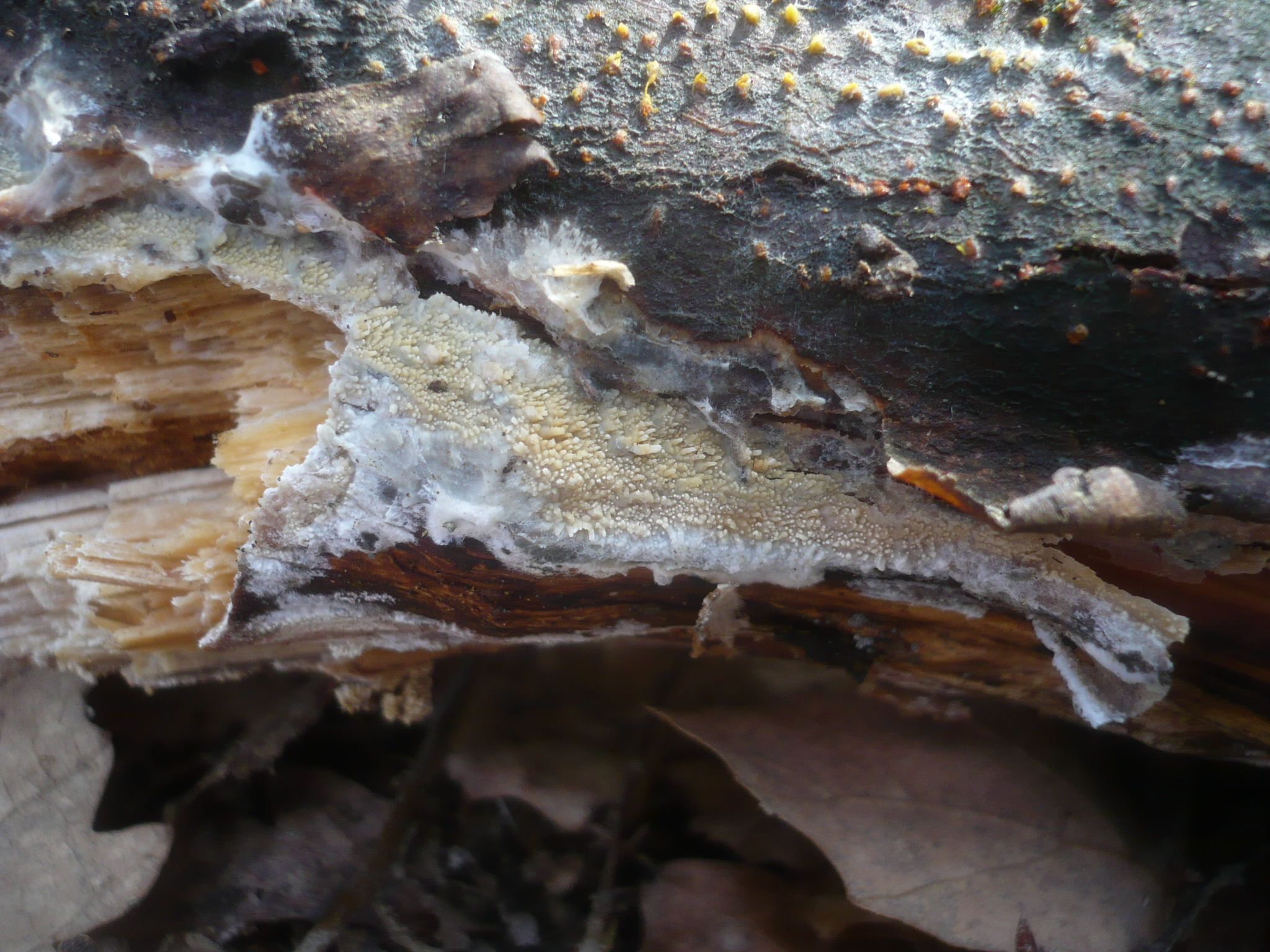

Strzępkoząb długokolcowy, strzępkoząb dębowy (Hyphodontia quercina (Pers.) J. Erikss.) – gatunek grzybów należący do rzędu szczeciniakowców (Schizoporaceae)

## Systematyka i nazewnictwo
Pozycja w klasyfikacji według Index Fungorum: Hyphodontia, Hyphodontiaceae, Hymenochaetales, Incertae sedis, Agaricomycetes, Agaricomycotina, Basidiomycota, Fungi.
Po raz pierwszy takson ten zdiagnozował w roku 1800 Christian Hendrik Persoon nadając mu nazwę Odontia quercina. Obecną, uznaną przez Index Fungorum nazwę nadał mu w roku 1958 John Eriksson, przenosząc go do rodzaju Hyphodontia.
Niektóre synonimy nazwy naukowej:

- Basidioradulum quercinum (Pers.) H. Furuk. 1974
- Grandinia quercina (Pers.) Jülich 1982
- Hydnum candidum Willd. 1788
- Hydnum fagineum (Pers.) Fr. 1821
- Hydnum farreum Pers. 1825
- Hydnum quercinum Weinm. 1836
- Radulum orbiculare subsp. quercinum (Pers.) P. Karst 1898
- Radulum quercinum (Pers.) Fr. 1838
- Sistotrema fagineum Pers. 1801
- Sistotrema quercinum (Pers.) Pers. 1801
- Xylodon fagineus (Pers.) Chevall. 1826
- Xylodon quercinus (Pers.) Gray1821

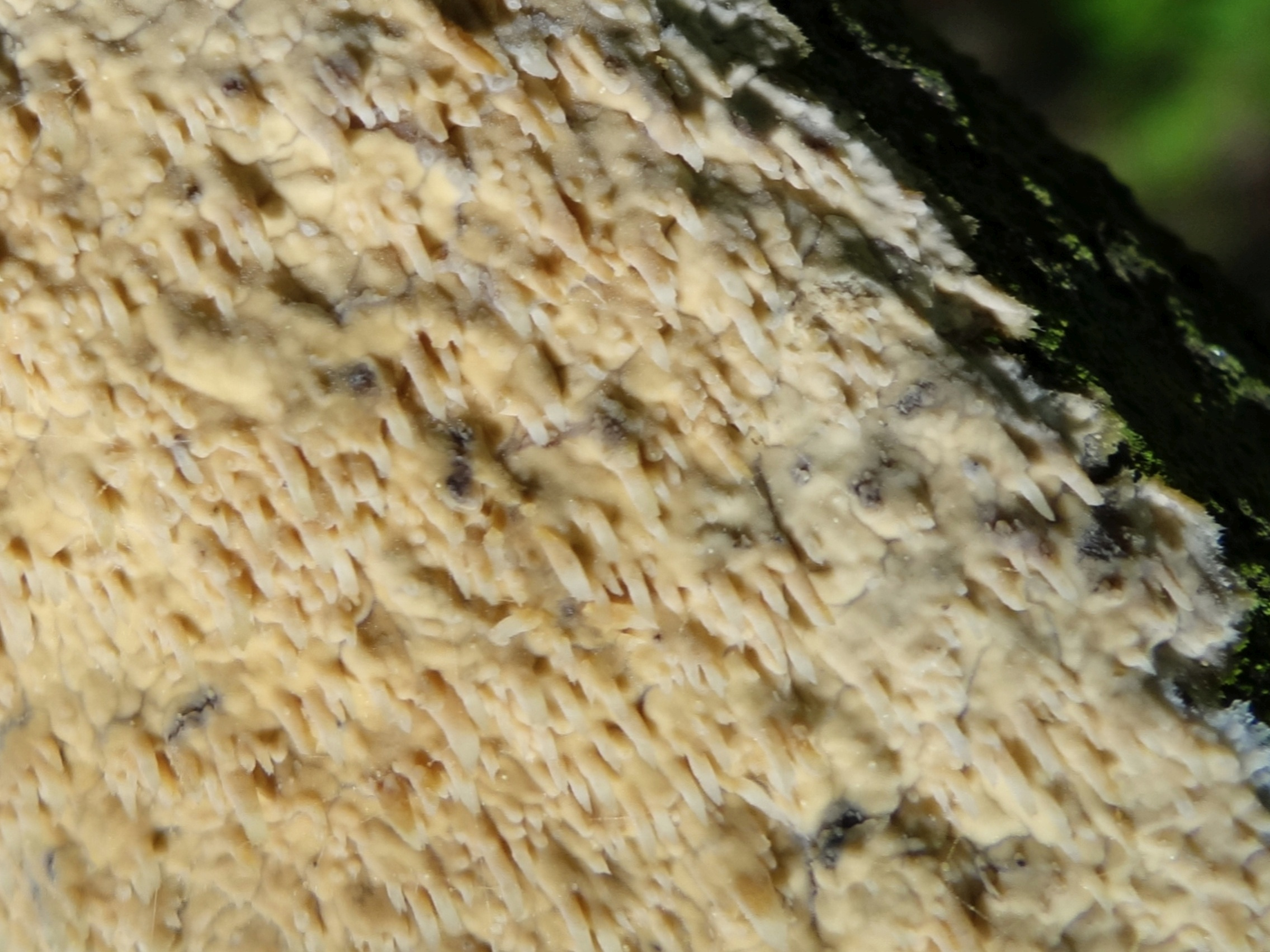
Kolce

Polską nazwę nadał Władysław Wojewoda w 2003 r., wcześniej Barbara Gumińska i W. Wojewoda opisywali ten gatunek jako strzępkoząb dębowy.

## Morfologia
Owocnik
Płasko rozpostarty, o kształcie okrągłym lub podłużnym, cienki i ściśle przylegający do podłoża. Konsystencja skórzasta, powierzchnia początkowo biała, później kremowa, w końcu ochrowa. Hymenofor kolczasty. Kolce o zróżnicowanym kształcie; od stożkowatego do niemal cylindrycznego, o wierzchołku często ząbkowanym (widać to dopiero przez lupę). Długość kolców: 2 – 3 mm, czasami jednak kolce bywają krótsze. Obrzeże młodych owocników niewyraźne, starszych bardziej zaznaczone. Czasami posiada niewyraźną, włóknistą i sterylną strefę.
Cechy mikroskopowe
Strzępki o średnicy 2–3 μm, w dolnej części owocnika zagęszczone, w hymenium główkowato zakończone. Wszystkie posiadają sprzążki. Cystydy główkowate, czasami występują nieliczne cystydiole. Podstawki mniej więcej cylindryczne, o rozmiarach 25–35 × 4,5–5,5 μm. Są zazwyczaj 4–sterygmowe. Zarodniki cylindryczne, bocznie nieco wklęsłe, gładkie, cienkościenne, z jedną lub kilkoma oleistymi kroplami. Mają rozmiar 6-7,5 × 2,5–3 μm.

## Występowanie i siedlisko
Występuje głównie w Europie, gdzie jest szeroko rozprzestrzeniony. Poza tym znane są jeszcze jego stanowiska na Florydzie w USA, w Boliwii i Chile. W Polsce jest dość pospolity.
Rozwija się na martwych gałęziach i na drewnie drzew liściastych, zarówno z korą, jak i bez kory. Występuje w lasach, na olszy szarej, grabach, bukach, topoli osice, dębie szypułkowym. Owocniki wytwarza przez cały rok. Występuje zarówno na gałęziach opadłych z drzew, jak i na obumarłych, ale związanych jeszcze z drzewem.

## Gatunki podobne
Strzępkoząb długokolcowy ma dość zmienną morfologię i czasami trudno go odróżnić od innych gatunków z kolczastym hymenoforem. Szczególnie dotyczy to młodych owocników, które mają jeszcze niewielkie kolce (o długości około 1 mm). Mogą być wówczas wzięte za strzępkozęba skorupiastego (Hyphodontia crustosa). Gatunki te można odróżnić mikroskopowo: s. długokolcowy ma większe podstawki i brak lub bardzo nieliczne cystydiole. Podobne są także strzępkoząb ostrokolczasty (Hyphodontia arguta), strzępkoząb jodłowy (Hyphodontia abieticola) i strzępkoząb szorstki (Hyphodontia aspera) (te dwa ostatnie występują głównie na obumarłym drewnie drzew iglastych).